# Anchista pilosa
Anchista pilosa – gatunek chrząszcza z rodziny biegaczowatych i podrodziny Lebiinae.

## Taksonomia
Gatunek ten opisany został po raz pierwszy w 2013 roku przez Shi Honglianga i Liang Hongbina na łamach „ZooKeys”. Jako miejsce typowe wskazano Bengaluru w indyjskim stanie Karnataka. Epitet gatunkowy oznacza po łacinie „owłosiona”.

## Morfologia
Chrząszcz o ciele długości od 7,8 mm. Głowę ma rudożółtą z żółtym pierwszym członem czułków i rudobrązowymi ich członami dalszymi, rzadko owłosioną, pozbawioną mikrorzeźby i punktowania. Przedplecze jest rudożółte z jasnożółtymi rozpłaszczeniami brzegów bocznych, owłosione, niewyraźnie mikrorzeźbione, na dysku pozbawione punktowania, w zarysie sercowate, najszersze tuż przed środkiem długości, o brzegach bocznych zagiętych kanciasto pośrodku i silnie zafalowanych przed kątami tylnymi, kątach tylnych lekko rozwartych i płatowatej nasadzie. Linia środkowa jest niewyraźna, a umiarkowanie głębokie dołki przypodstawowe zaopatrzone są w kilka punktów. Ubarwienie pokryw jest brązowawae z żółtymi rozpłaszczeniami bocznymi oraz dużą, rozmytą, żółtawą łatą pośrodku, zajmującą międzyrzędy od pierwszego do piątego. Rzędy są płytkie, słabo punktowane, międzyrzędy zaś słabo sklepione, gęsto i regularnie owałosione oraz pokryte wyraźną mikrorzeźbą. Trzecie międzyrzędy pokryw mają po pięć chetopoów, a piąte międzyrzędy po dwa chetopory, wszystkie słabo widoczne. Spód ciała jest żółty. Odnóża mają żółtawe uda i golenie oraz żółtawobrązowe stopy. Te ostatnie u samca w przypadku pary środkowej mają dwa kompletne szeregi włosków adhezyjnych na członach od pierwszego do trzeciego. Samiec ma genitalia o płacie środkowym edeagusa wyprostowanym, płaskim, lekko ku szczytowi rozszerzonym, o lekko pośrodku zakrzywionym brzegu lewym. Płaska, zaokrąglona blaszka wierzchołkowa leży na prawej stronie i nie zakrzywia się dogrzbietowo. Endofallus jest nieregularnie łuskowany i zesklerotyzowany, w okolicy ujścia zaopatrzony w dwa przeciętnie zesklerotyzowane flagella.

## Rozprzestrzenienie
Owad orientalny, endemiczny dla Indii, znany tylko z lokalizacji typowej w Karnatace.